# Premi Platino a la millor opera prima de ficció iberoamericana
El Premi Platino a la millor opera prima de ficció iberoamericana és lliurat anualment, des de 2015, per la Entitat de Gestió de Drets dels Productors Audiovisuals (EGEDA), la Federació Iberoamericana de Productors Cinematogràfics i Audiovisuals (FIPCA) i les acadèmies de cinema iberoamericanes. Pot optar a aquesta categoria la "primera pel·lícula de ficció o animació d'un director, que sigui dirigida amb caràcter exclusiu per aquest autor; o que no sent dirigida amb caràcter exclusiu, sigui la primera pel·lícula de ficció de tots els codirectors".

## Guanyadors i finalistes
Indica la pel·lícula guanyadora en cada edició.

### 2010s
| Edició                              | Pel·lícula                          | Direcció                             | País(os) de producció     | Ref.   |
| ----------------------------------- | ----------------------------------- | ------------------------------------ | ------------------------- | ------ |
| 2015 II edició dels Premis Platino  | La distancia más larga              | Claudia Pinto Emperador              | Espanya, Veneçuela        | [ 2 ]  |
| 2015 II edició dels Premis Platino  | 10.000 km                           | Carlos Marqués-Marcet                | Espanya                   | [ 3 ]  |
| 2015 II edició dels Premis Platino  | Ciencias naturales                  | Matías Lucchesi                      | Argentina                 | [ 3 ]  |
| 2015 II edició dels Premis Platino  | Mateo                               | María Gamboa                         | Colòmbia                  | [ 3 ]  |
| 2015 II edició dels Premis Platino  | Vestido de novia                    | Marilyn Solaya                       | Cuba                      | [ 3 ]  |
| 2016 III edició dels Premis Platino | Ixcanul                             | Jayro Bustamante                     | Guatemala                 | [ 4 ]  |
| 2016 III edició dels Premis Platino | 600 millas                          | Gabriel Ripstein,                    | Mèxic                     | [ 5 ]  |
| 2016 III edició dels Premis Platino | El desconocido                      | Dani de la Torre                     | Espanya                   | [ 5 ]  |
| 2016 III edició dels Premis Platino | El patrón: radiografía de un crimen | Sebastián Schindel                   | Argentina                 | [ 5 ]  |
| 2016 III edició dels Premis Platino | Magallanes                          | Salvador del Solar                   | Perú                      | [ 5 ]  |
| 2017 IV edició dels Premis Platino  | Desde allá                          | Lorenzo Vigas                        | Mèxic, Veneçuela          | [ 6 ]  |
| 2017 IV edició dels Premis Platino  | La delgada línea amarilla           | Celso García                         | Mèxic                     | [ 7 ]  |
| 2017 IV edició dels Premis Platino  | Rara                                | Pepa San Martín                      | Argentina, Xile           | [ 7 ]  |
| 2017 IV edició dels Premis Platino  | Tarde para la ira                   | Raúl Arévalo                         | Espanya                   | [ 7 ]  |
| 2017 IV edició dels Premis Platino  | Viejo calavera                      | Kiro Russo                           | Bolívia                   | [ 7 ]  |
| 2018 V edició dels Premis Platino   | Estiu 1993                          | Carla Simón                          | Espanya                   | [ 8 ]  |
| 2018 V edició dels Premis Platino   | El techo                            | Patricia Ramos                       | Nicaragua, Cuba           | [ 9 ]  |
| 2018 V edició dels Premis Platino   | La defensa del dragón               | Natalia Santa                        | Colòmbia                  | [ 9 ]  |
| 2018 V edició dels Premis Platino   | La llamada                          | Javier Ambrossi, Javier Calvo Guirao | Espanya                   | [ 9 ]  |
| 2018 V edició dels Premis Platino   | La novia del desierto               | Cecilia Atán, Valeria Pivato         | Argentina, Xile           | [ 9 ]  |
| 2018 V edició dels Premis Platino   | Mala junta                          | Claudia Huaiquimilla                 | Xile                      | [ 9 ]  |
| 2019 VI edició dels Premis Platino  | Las herederas                       | Marcelo Martinessi                   | Paraguai, Uruguai, Brasil | [ 10 ] |
| 2019 VI edició dels Premis Platino  | Carmen y Lola                       | Arantxa Echevarría                   | Espanya                   | [ 11 ] |
| 2019 VI edició dels Premis Platino  | La familia                          | Gustavo Rondón Córdova               | Veneçuela, Xile           | [ 11 ] |
| 2019 VI edició dels Premis Platino  | Viaje al cuarto de una madre        | Celia Rico Clavellino                | Espanya                   | [ 11 ] |

### 2020s
| Edició                               | Pel·lícula                   | Direcció               | País(os) de producció                   | Ref.   |
| ------------------------------------ | ---------------------------- | ---------------------- | --------------------------------------- | ------ |
| 2020 VII edició dels Premis Platino  | La camarista                 | Lila Avilés            | Mèxic                                   | [ 12 ] |
| 2020 VII edició dels Premis Platino  | El despertar de las hormigas | Antonella Sudasassi    | Costa Rica, Espanya                     | [ 13 ] |
| 2020 VII edició dels Premis Platino  | La hija de un ladrón         | Belén Funes            | Espanya                                 | [ 13 ] |
| 2020 VII edició dels Premis Platino  | Ventajas de viajar en tren   | Aritz Moreno           | Espanya                                 | [ 13 ] |
| 2021 VIII edició dels Premis Platino | Las niñas                    | Pilar Palomero         | Espanya                                 | [ 14 ] |
| 2021 VIII edició dels Premis Platino | Canción sin nombre           | Melina León            | Perú, Espanya, Xile                     |        |
| 2021 VIII edició dels Premis Platino | Matar a Pinochet             | Juan Ignacio Sabatini  | Argentina, Espanya, Xile                |        |
| 2021 VIII edició dels Premis Platino | Matar a un muerto            | Hugo Giménez           | Paraguai, Argentina                     |        |
| 2022 IX edició dels Premis Platino   | Karnawal                     | Juan Pablo Félix       | Bolívia, Brasil, Argentina, Xile, Mèxic | [ 15 ] |
| 2022 IX edició dels Premis Platino   | Clara Sola                   | Nathalie Álvarez Mesén | Costa Rica                              | [ 16 ] |
| 2022 IX edició dels Premis Platino   | Libertad                     | Clara Roquet           | Espanya                                 | [ 16 ] |
| 2022 IX edició dels Premis Platino   | Sin señas particulares       | Fernanda Valadez       | Mèxic                                   | [ 16 ] |